# アーホーム族

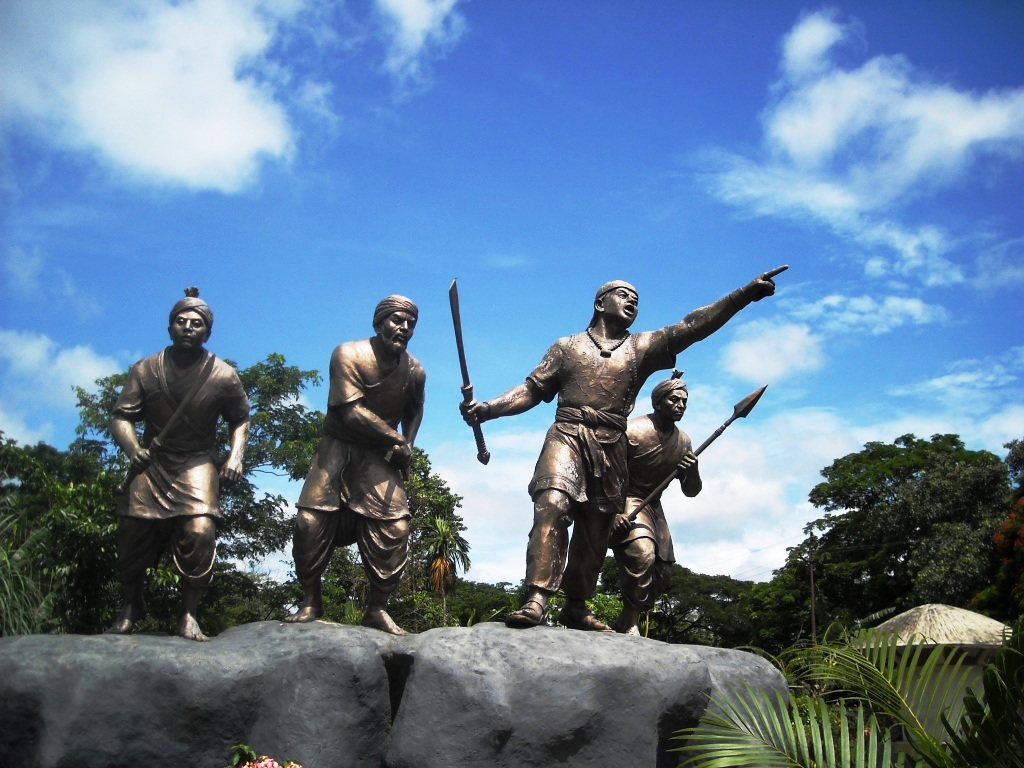
アーホーム族の戦士の像（シヴァサーガル）

アーホーム族（アーホームぞく、アッサム語: আহোম, āhoma、タイ語: อาหม, Āhōm、英語: Ahom people）は、タイ族系のシャン族の一つ。アホム族、アホーム族とも呼ばれる。東インドのアッサム地方に、1228年から1826年にかけて、アーホーム王国を築いた。この民族の名がアッサムという地名の由来となった。

## 歴史
13世紀初頭、マオ王国の王子が9000人の従者を引き連れてアッサム地方に移住、アーホーム王国を樹立した。
1826年、第一次ビルマ戦争の結果、アーホーム王国はイギリス領に併合された。